# Чемпионат Бразилии по футболу (Серия C)
Чемпионат Бразилии (Серия C) — третий дивизион в структуре бразильского клубного чемпионата по футболу. До 2008 года в турнире выступали 64 команды, разбитые по группам. На протяжении истории регламент определения чемпиона в Серии C изменялся, как и количество участников и команд, попадавших в Серию B.
С 2009 года в Бразилии организована Серия D, куда стали квалифицироваться представители чемпионатов штатов, не выступающие в высших Сериях чемпионата Бразилии (а не в Серию C, как было до того). Состав Серии C, таким образом, стал более стабильным. В отличие от двухкругового турнира в Сериях A и B, 20 команд в Серии C разбиваются на две группы по 10 участников, в которых проводят по два матча. Реформа связана со стремлением сократить транспортные расходы более скромных с точки зрения бюджета команд Серии. По четыре лучших клуба от каждой группы попадают в 1/4 финала. Победители этой стадии (то есть полуфиналисты Серии C) квалифицируются в Серию B следующего года.

## История
Чемпионат Бразилии существует с 1971 года. Но потребности в третьем уровне в системе лиг не было, поскольку в Сериях A и B в те годы участвовало огромное число команд (например, в 1979 году в Серии A выступало 94 клуба). Постепенные реформы в двух высших дивизионах привели к образованию Серии C. Чемпион определялся в финальном матче по итогам плей-офф после групповых стадий.
С 1997 по 1999 год и с 2001 по 2005 год финальных матчей не было. Четыре лучшие команды 4-го раунда соревнования просто проводили групповой турнир друг с другом, где и определялся чемпион.
В 2006—2008 годах в финальной стадии участвовало восемь команд, четыре лучшие выходили в Серию B.
С 2009 года 20 команд в Серии C разбиваются на две группы по 10, в которых проводят по два матча (дома и в гостях). По четыре лучших клуба от каждой группы попадают в 1/4 финала. Полуфиналисты Серии C квалифицируются в Серию B следующего года. Все стадии плей-офф проводятся в два матча — дома и в гостях.

## Список чемпионов
Примечания
1. 1 2 3 4 5 6 7 8  Финальный матч не проводился. Две первые команды в групповом турнире из четырёх участников квалифицировались в Серию B на следующий год.
2. 1 2 3  Финальный матч не проводился. Четыре первые команды в групповом турнире из восьми участников квалифицировались в Серию B на следующий год.

- (П1) — Чтобы узнать информацию о чемпионах Синего и Белого модулей Объединительного кубка, см. статью Чемпионат Бразилии по футболу (Серия B).
- (П2) — В 2000 году официально не проводилось турнира в третьем дивизионе, чемпионат был поделён на четыре модуля, которые соответствовали уровням в лигах. Эквивалентом третьего дивизиона в том году были Зелёный и Белый модули. Между победителями модулей состоялся финал и чемпионом стал «Малутрон» (в настоящее время клуб называется «Ж. Малуселли»)[1].